# Международная сеть по возобновляемым источникам энергии
Международная сеть устойчивой энергетики, (INFORSE) — международная сеть некоммерческих организаций, работающих в области возобновляемой энергетики и энергоэффективности, для защиты окружающей среды и уменьшения бедности.

## История
Организация INFORSE была основана в 1992 году на Глобальном форуме, являющемся параллельным форумом Конференция ООН по проблемам окружающей среды (Earth Summit) . В 1998 году INFORSE получила консультативный статус в Экономическом и Социальном Совете ООН (ЕКОСОК).
INFORSE работает с региональными координаторами из Азии, Африки и Европы.
INFORSE-Европа — Европейская часть INFORSE, имея 80 членов является самой большой из 7 регионов INFORSE. INFORSE-Europe имеет членов в России, Беларуси, Украине, Казахстане, Армении, Кыргызстанe, Грузии и в 20 из 27 стран.
В 2004 году INFORSE-Europe инициировал, совместно с другими организациями, создание обучающих материалов для школьников по темам, посвященным вопросам энергетики и изменения климата.
ШПИРЭ — это образовательная программа об энергетике и окружающей среде для детей 10-15 лет. ШПИРЭ (SPARE) работает в 13 странах Восточной Европы, Кавказа и Средней Азии. Национальные координаторы встречаются раз в год.

## Проектное сотрудничество НПО в русскоговорящих странах

### Беларусь
Проект «ECSE» (2012-14) развивает местную стратегию для более устойчивого энергоснабжения Беларуси в трёх районах: Браслав, Щучин и Пуховичи.Проект «ADVICE» осуществляет бесплатную помощь по вопросам энергосбережения и возобновляемой энергии в Минске. Проекты осуществляются совместно с партнёрами из Центра экологических решений, Беларусь и Энергетического агентства Сконе, Швеция.

### Казахстан
Проект «Пламя Азур» (2004-06) был представлен для введения и распространения биогазовых технологий в Центральном Казахстане, а также улучшения экономической, экологической и социальной ситуации в сельских общинах. Проект осуществлялся совместно с партнёрами из Экомузея, Казахстан и Агентства по возобновляемой энергетике (АВЭ), Украина .

### Россия
Проект (2003-04) был разработан для осуществления плана по устойчивой энергетики в России. Проект осуществлялся совместно с партнёрами из Экозащиты, Москва, Калининград, Социально-экологического союза и Международного Социально-экологического союза.

### Украина
Проект (2001) был разработан для проведения выставок по устойчивой энергетике, которые были организованы в 12 местах по всей Украине при поддержке журнала «Зелена Энергетика»,.

## Действия
- Создание сценария 100 % использования возобновляемых источников энергии c коэффициентом четыре Энергоэффективности к 2050 году. Глобальные, ЕС-27 и европейские национальные сценарии разрабатываются. Название модели устойчивой энергетики INFORSE Vision 2050. Сценарии были также созданы для русско говорящих стран, таких как Беларусь[14], Россия[15], Украина[16], Латвия[17], Литва[18] и Эстония[19].
- Международная база данных[20], веб-ресурсы основанные на политике ЕС[21], школьные материалы[22].
- Онлайн курсы «Технологии использования возобновляемых источников энергии» (DIERET), существуют на английском и русском языках[23][24].
- Ежеквартальный информационный бюллетень: новости устойчивой энергии (SEN) выходит с 1992 г.[25].
- Участие на конференциях Организации Объединённых Наций, в качестве наблюдателя от НПО, так как INFORSE имеет Консультативный статус на Экономическом и Социальном Совете ООН (ЭКОСОС) и Рамочной конвенции ООН об изменении климата (РКИК).

### Примеры участия
Комиссия ООН по устойчивому развитию (КУР) (КУР14 and КУР15) и Конференция ООН по устойчивому развитию Рио+20, 2012.
Рамочная конвенция ООН об изменении климата (например, выставка и параллельное мероприятие на КС 14, Познань, 2008 год, КС 15, Копенгаген , 2009 год, КС 17, Дурбан, 2011 год, КС 18, Доха, 2012 год, КС 19, Варшава, 2013 год.
Пекинская международная конференция по возобновляемым источникам энергии (BIREC 2005), Пекин, Китай.
Международная конференция по возобновляемым источникам энергии, Бонн 2004.
Всемирный саммит по устойчивому развитию (Саммит Земли 2002) в Йоханнесбурге в 2002 году.
- Участие на ЕС консультациях, пресс-релизах[34].
- Организация европейских семинаров по возобновляемой энергетике[35], таких как: Европейский семинар по устойчивой энергетике в центре Артефакт, Германия, 2009[36], Семинар и экскурсия по устойчивой энергетике между НПО в Центре Альтернативных Технологий (CAT), Уэльс, Англия, 2010[37] и Семинар в центре окружающей среды (Umweltzentrum Karlshöhe), Гамбург, Германия, 2011[38].
- Выставки, участие в мероприятиях ЕС, например, Зелёная неделя в ЕС,неделя устойчивой энергетики.